# Sankt Markus torn
Sankt Markus torn (kroatiska: Kula svetog Marka) är ett kulturminnesskyddad torn i Trogir i Kroatien. Tornet började uppföras år 1470 av den dåvarande venetianska administrationen och stod färdigt i slutet av 1400-talet.

## Arkitektur och beskrivning
Sankt Markus torn ligger vid havet i den av Unesco världsarvslistade historiska stadskärnans nordöstra hörn. Det cirkulära tornet är uppfört av formade stenblock och var ursprungligen via en ej längre existerande stadsmur förbundet med Kamerlengoborgen. 
På en framträdande plats mot landsidan finns en minnestavla i sten inmurad i tornet. Minnestavlan är dekorerad med Sankt Markuslejonet och adelsmannen och kammarherren Antonio de Canals namn och vapen. Tornet tros ha färdigställts under hans regeringstid åren 1496–1498.